# George E. Lee
George Ewing Lee (abgekürzt meist George E. Lee; * 28. April 1896 in Boonville, Missouri; † 2. Oktober 1958) war ein US-amerikanischer Bandleader, Sänger und Saxophonist. Lee leitete während der 1920er und frühen 1930er Jahre die erfolgreiche und beliebte Band His Novelty Swinging Orchestra in Kansas City (Missouri).

## Leben und Wirken
George E. Lee aus Boonville (Missouri) entstammte einer musikalischen Familie, spielte in der Familienband Violine und Cello und in Frankreich im Ersten Weltkrieg. Zu dieser Zeit sang er auch. Außerdem musizierte er auf Klavier und Baritonsaxophon. Nach seiner Entlassung aus dem Militär bildete er 1919 ein kleines Ensemble mit seiner Schwester Julia Lee, einer talentierten Pianistin. Lee spielte in der Lincoln Hall und der Lyric Hall in Kansas City und warb damit, dass er die neuesten Songs spielte. Das Orchester war zunächst mehr eine Vaudeville- als eine Jazzband. Lee bezahlte seine Musiker unterdurchschnittlich (im Gegensatz zu Moten), was zu einer ständigen Fluktuation der Musiker in seiner Band führte. Auch seine dominierende Persönlichkeit trug zur Fluktuation in der Band bei. Trotzdem reichte Lees Band zeitweise qualitativ an die Band von Bennie Moten heran. Wie Motens Band wuchs Lees Band im Laufe der Zeit in den 1920ern. Georges und Julias Unterhalter- und Gesangsqualitäten ließen die Band zu einem Erfolg in Kansas Citys Auftrittsorten an der 18ten Straße und Vine werden. Der Namenszusatz Novelty weist die Band, ähnlich anderen in dieser Zeit, als Ragtimeband aus. Der Novelty Rag ist ein Wiederaufgreifen des Ragtime um die Jahrhundertwende in den 1920ern.
1923 nahm die sechsköpfige Band für das Okeh Label auf. Sie war damit die erste afroamerikanische Band aus Kansas City, die ihre Musik aufnahm. Jedoch schätzte Okeh die Aufnahmen „Just Wait Until I’m gone“ and „Waco Blues“ unbefriedigend ein und veröffentlichte die zwei Stücke nicht. Lee besetzte als Konsequenz die Gruppe um; er tourte weiter durch die Tanzhallen und Kleinkunstbühnen. Kontinuierlich und stetig wurde die Band größer und die Musik immer raffinierter. Seine kraftvolle Stimme trug bei Konzerten mehrere Blocks weit aus den Fenstern der Lincoln Hall.
Anfang 1927 nahm die Lee Band wieder, diesmal für Meritt Records auf, einem Label aus Kansas City, das Winston Holmes gehörte. Holmes gehörte die Winston Holmes Music Company, und er startete das Meritt Label, nachdem er die Aufnahmesitzungen mit Lee (und solche mit Moten) für Okeh produziert hatte. Die zwei für Meritt gemachten Aufnahmen geben einen Eindruck vom rauen, stampfenden (stomp-down) Stil der Lee-Band: Down Home Syncopated Blues ist eine Gesangsnummer mit eher kurzen und mittelmäßigen Solos. Meritt Stomp enthält damals noch wenig gebräuchliche Akkorde, vermag aber nicht zu überzeugen. Gunther Schuller zufolge sind alleine der Posaunist Thurston Maupins und Pianistin Julia Lee stilistisch und vom rhythmischen Konzept her überzeugend. Die Platte verkaufte sich lokal sehr gut.
Im Sommer 1927 begann die Band von Lee mit einem Jahresengagement im Spring Lake Park in Oklahoma City. Lee spielte dabei Tenorsaxophon und Klarinette. Für das Engagement vergrößerte Lee die Band auf neun Musiker. In der vergrößerten Band spielten jetzt neben ihm Robert Russell und Sam Auderbach (Trompete), Herman Walder und Clarence Taylor (Klarinetten, Saxophone), Charles Rousseau (Banjo), Julia Lee (Klavier), Clinton Weaver (Sousaphon) und William D. Wood (Schlagzeug). Als sie 1928 nach Kansas City zurückkamen, erweiterte Lee den Wirkungskreis der Band bis in die weißen Tanzhallen, während er seine sonstige Arbeitsbasis in der 18ten und Vine fand. Während der nächsten Jahre tourte Lee durch den Südwesten der USA, nahm neue Bandmitglieder auf und verfeinerte unterwegs die Band.
Anfang 1929 schloss sich Jesse Stone der Band an. Stones meisterhafte Arrangements und Kompositionen verbesserten die Musik der Lee Band erheblich und brachte sie auf eine Ebene mit Motens Band. Am Sonntag, dem 28. April 1929 schlug Lee vor 4000 Tänzern Moten in einer „battle of the bands“ im Frog Hop in St. Joseph, Missouri. Lees Sieg stellte Motens regionale Vorherrschaft in Frage. Die Niederlage veranlasste Moten Eddie Durham und Bill „Count“ Basie in die Band zu holen, damit sie die Band wieder vorwärtsbrachten.
Im November 1929 nahm die Lee Band sechs Stücke für das Brunswick Label auf, worauf sie sich zwei Monate vorbereitete. Auf den Aufnahmen vom 6. November 1929 ist im Vergleich zu den Aufnahmen von 1927 eine echte Verbesserung durch die hinzugekommenen Musiker und die Arrangements feststellbar. Auf ihren Aufnahmen geben Utterbach (Trompete) und Jimmy Jones (Posaune) wirkungsvolle Solos. Eines der Stücke war St. James Infirmary. Louis Armstrong hatte ein Jahr früher eine Aufnahme dieses Stückes in schnellerem Tempo gemacht, die sich aber nicht gut verkaufte. Lees langsamere Version passte besser zu den getragenen Versen, die einen Glücksspieler beschreiben, der über seine eigene Sterblichkeit nachdenkt, während er seine tote Geliebte auf dem Friedhof von Saint James betrachtet. Die Schallplatte verkaufte sich lokal gut, doch Brunswick unterließ es während des Beginns der Depression, die Aufnahme landesweit zu bewerben und erst Cab Calloways Coverversion von Lees Variante des St. James Infirmary im nächsten Jahr wurde landesweit ein Hit. Lee spielte in dieser Besetzung Tenorsaxophon, Gitarre und sang. In einer anderen Besetzung sind Bariton- und Basssaxophon und Ukulele zu hören. Im Vergleich zur konkurrierenden Band von Bennie Moten stach Lee besonders durch seine Entertainer-Qualitäten hervor (bis 1932 als Sänger gemeinsam mit seiner Schwester, danach allein). Die Band hatte herausragende Solisten. Auch der junge Charlie Parker spielte kurzzeitig Anfang der 1930er Jahre in der Band. Die ausgedehnten Touren zwischen „One Night Stands“ in der Paseo Hall in Kansas City und Spielorten, die vom Golf bis im Nordwesten der USA weit auseinanderlagen, zermürbten die Bandmitglieder. Lee war, trotz seines musikalischen Hintergrundes, in erster Linie ein Entertainer und als solcher konzentrierte er sich nicht so sehr darauf, eine Band aufzubauen.
Im Februar 1932 verließen Jesse Stone, Schlagzeuger Baby Lovett, Altsaxophonist Herman Walder und Trompeter Richard Smith die Band von Lee, um sich der von ehemaligen Moten-Musikern neugebildeten Thamon Hayes Band anzuschließen. 1933 vereinigte Lee seine Kräfte mit Moten, und bildete die Lee-Moten Band für ein Engagement im Harlem Nightclub. 1934 verließ Lees Schwester Julia die Band, um mit einem Langzeitengagement im Milton’s, einem in Kansas City beliebten Club, eine eigene Karriere zu starten. Im nächsten Jahr löste Lee seine Band auf und arbeitete freischaffend in der 12. und 18. Straße in Kansas City. 1936 holte ihn Buster Moten wieder in die verkleinerte Moten-Band. Von Zeit zu Zeit stellte Lee Big Bands für besondere Auftritte zusammen, aber er errang nie wieder den Erfolg, den er mit seiner Band in den späten 1920ern und frühen 1930ern genoss.
Neben eigenen Aufnahmen der Band wurde eine Schallplatte unter dem Namen Julia Lee with George E. Lee and His Novelty Swinging Orchestra veröffentlicht.